# Гајлинген ам Хохрајн
Гајлинген ам Хохрајн (њем. Gailingen am Hochrhein) општина је у њемачкој савезној држави Баден-Виртемберг. Једно је од 25 општинских средишта округа Констанц. Према процјени из 2010. у општини је живјело 3.069 становника. Посједује регионалну шифру (AGS) 8335026.

## Географски и демографски подаци
Гајлинген ам Хохрајн се налази у савезној држави Баден-Виртемберг у округу Констанц. Општина се налази на надморској висини од 469 метара. Површина општине износи 13,2 km². У самом мјесту је, према процјени из 2010. године, живјело 3.069 становника. Просјечна густина становништва износи 233 становника/km².